# Vida Arena
Vida Arena je víceúčelová aréna ve švédském městě Växjö . Byla otevřena v roce 2011. Je novým domovským stánkem hokejového klubu Växjö Lakers . V sezóně 2012/2013 představovala nejmladší hokejový stánek švédské Elitserien . Přestože kapacitou nepatří k největším arénám Eliserien, je stavebně navržena tak, aby ji bylo možné v budoucnu rozšířit. Je pojmenována po společnosti Vida Group, která v září 2010 získala práva na název arény na odbodí 10 let. Aréna byla v roce 2012 místem konání švédského hudebního festivalu Melodifestivalen 2012. Je první arénou ve Švédsku, kde při platbách nelze používat hotovostní peníze.

## Linky
- Vida Arena na stránce klubu Elitserien Växjö Lakers
- Vida Aréna blog